# Devils & Dust
Devils & Dust è il 13 album in studio di Bruce Springsteen, pubblicato nel 2005.

## Storia
.Bruce Springsteen negli ultimi anni si è schierato apertamente e duramente contro la politica di George W. Bush, in particolar modo per la politica estera riferita ai conflitti in Iraq nel 2003 pubblicando Devils & Dust per narrare le sensazioni di un soldato statunitense in guerra.
L'album include alcune canzoni scartate dall'album The Ghost of Tom Joad e si inserisce nel filone di album più acustici di Springsteen insieme allo stesso The Ghost of Tom Joad e Nebraska.

## Tracce
Tutte le canzoni sono state scritte da Bruce Springsteen:
1. Devils & Dust - 4:58
2. All the Way Home - 3:38
3. Reno - 4:08
4. Long Time Comin' - 4:17
5. Black Cowboys - 4:08
6. Maria's Bed - 5:35
7. Silver Palomino - 3:22
8. Jesus Was an Only Son - 2:54
9. Leah - 3:31
10. The Hitter - 5:53
11. All I'm Thinkin' About - 4:22
12. Matamoros Banks - 4:00

## Formazione
- Bruce Springsteen - voce, armonica a bocca, chitarra, tastiere (tracce 1-12); percussioni (tracce 2,5,7,9,10); batteria (tracce 8,11); tamburello (traccia 3); basso (traccia 8)
- Brendan O'Brien - basso (tracce 1,2,4,5,6,11); sitar (traccia 2); sarangi elettrificato (traccia 2); tambora (tracce 2,6); hurdy-gurdy (traccia 6)
- Steve Jordan - batteria (tracce 1,2,4,6); percussioni (traccia 5)
- Nashville String Machine - archi (tracce 1,3,5,7,10,12)
- Susan Welty, Thomas Witte - fiati (tracce 1,3,5,10)
- Brice Andrus, Donald Strand - fiati (tracce 3,5,10)
- Chuck Plotkin - pianoforte (traccia 2)
- Danny Federici - tastiere (traccia 4)
- Marty Rifkin - steel guitar (tracce 2,4)
- Mark Pender - tromba (traccia 9)
- Soozie Tyrell - violino (tracce 4,6); cori (tracce 4,6,8,11)
- Patti Scialfa - cori (tracce 4,6,8,11)
- Lisa Lowell - cori (tracce 8,11)

## Posizionamento in classifica
| Eventuale singolo dell'album | Anno | Classifica            | Massima posizione raggiunta |
| ---------------------------- | ---- | --------------------- | --------------------------- |
| Devils & Dust                | 2005 | The Billboard Hot 100 | 72                          |
| Album completo               | 2005 | The Billboard 200     | 1                           |
| Album completo               | 2005 | Top Canadian Albums   | 2                           |
| Album completo               | 2005 | Top Internet Albums   | 1                           |

## Tour in Italia legato al disco
- 4 giugno 2005 - Palamalaguti, Bologna
- 6 giugno 2005 - PalaLottomatica, Roma
- 7 giugno 2005 - Forum di Assago, Milano